# 房総ボーイMild
房総ボーイMild（ぼうそうボーイマイルド、生年月日不明 - ）は、KAIENTAI DOJOに所属していた覆面レスラー。千葉県勝浦市出身。身長体重は不明。血液型はBB型。房総ボーイMildはリングネームで、本名は非公開である。

## 経歴
負傷箇所が多いため、常に松葉杖を携帯している。房総ボーイ雷斗のパートナーとして2006年2月6日後楽園ホール大会のロイヤルランブルマッチにてデビュー。
「房総の紅き稲妻」として活躍していたが、2006年3月11日の房総ボーイ雷斗との「房総ボーイ対決」に敗れ、房総ボーイ同士が相まみえた時は敗者は肉体が消滅すると明かしてリングを去っていった。それ以来は姿を見せていない。

## 入場曲
- ライトニングスパイク（A1-joko）※キングレコード「KAIENTAI DOJO 2」に収録

## テレビ出演
- プロレスKING（GAORA）